# 关键种

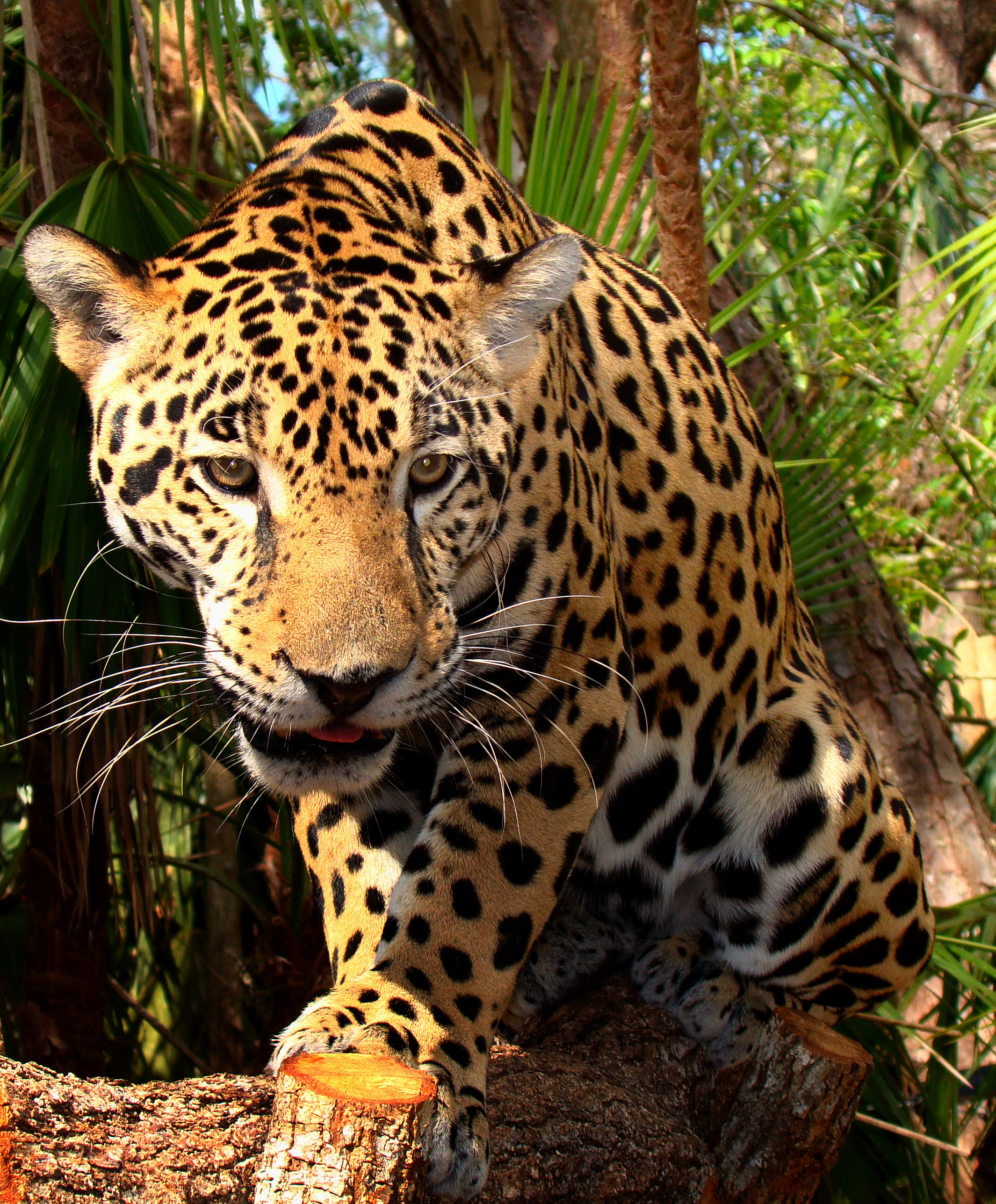
美洲豹是關鍵種的一個例子。

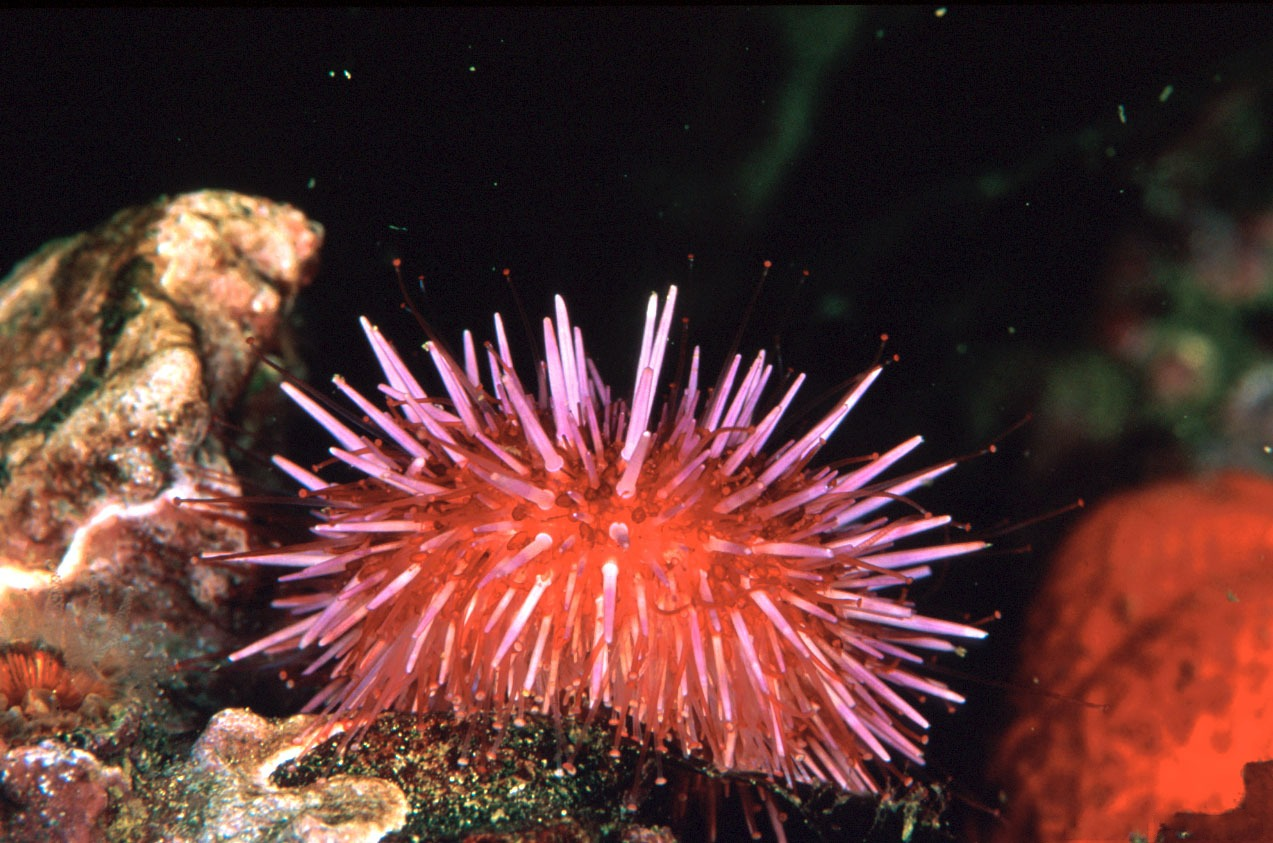
海膽；類似這樣的紫海膽可以通過嚼食海帶的根狀固著結構損壞海帶森林。

海獺是一種關鍵種。海獺是海膽的重要天敵。

關鍵種或關鍵物種（英語：keystone species，又直譯基石種或基石物種）是指對環境的影響与其生物量不成比例的物種。這些物種對保持生態群落的結構起著重要的作用，它們影響著生態系統中其他許多生物，並決定了群落中各種物種的種類與數量。
關鍵種在生態系統中的作用類似於拱頂石在拱形建築中的作用。雖然在拱形建築中拱心石受到的壓力最小，但失去拱心石的話拱形建築也就不復存在了。與此類似，如果失去關鍵種，生態系統就會經歷劇烈的變化，儘管從生物量或生產力來衡量其只佔了生態系統的一小部分。
關鍵種是保護生物學中一個十分流行的概念。